# Palazzo Ducezio

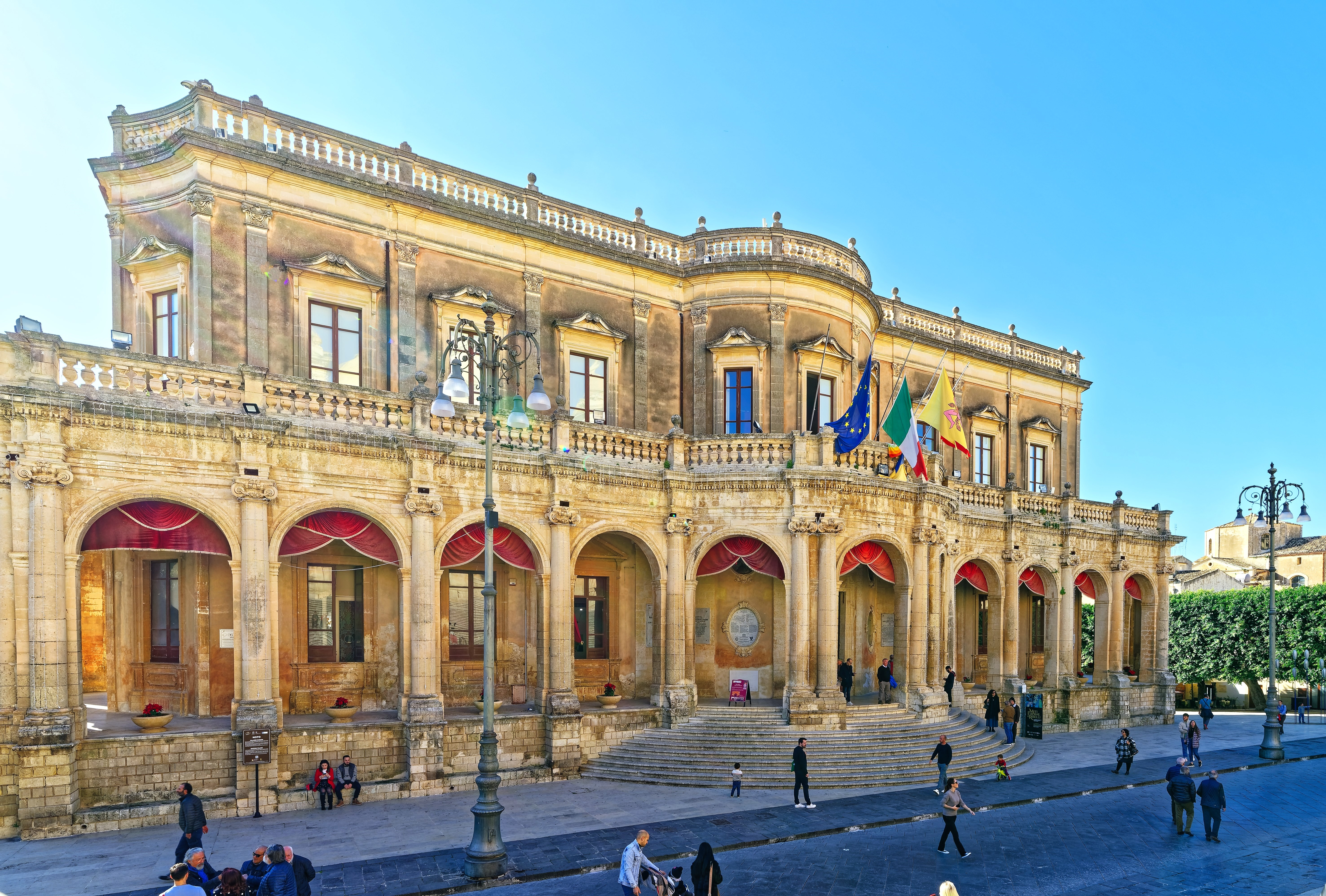
Palazzo Ducezio in Noto

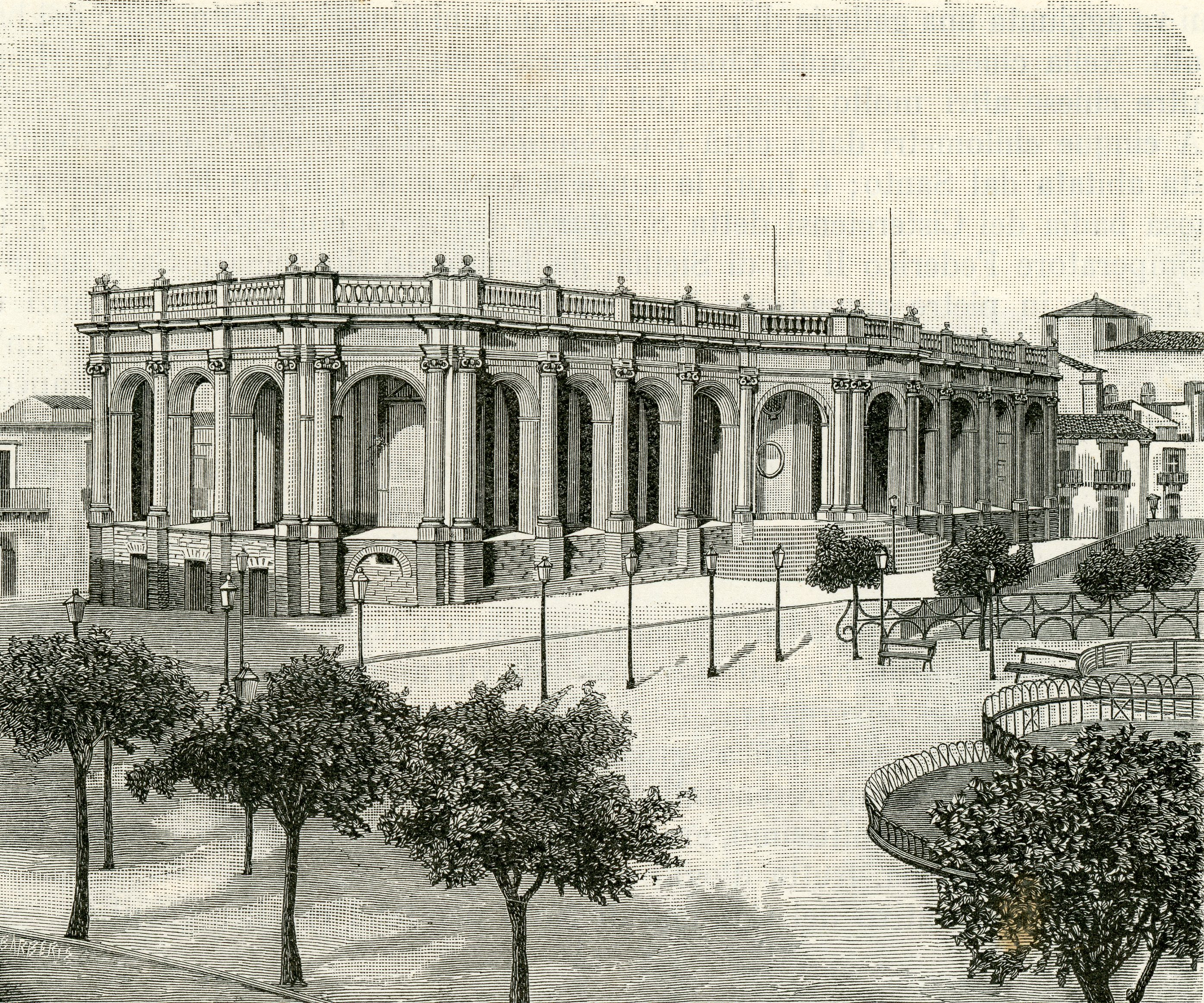
Enkel gelijkvloers tot de 20e eeuw

Het Palazzo Ducezio is het stadhuis van Noto, een stad op het Italiaanse eiland Sicilië. Het in oorsprong stadspaleis van adellijke families is vernoemd naar Ducetius (Latijn) of Duketios (Oudgrieks). Ducetius was een Siceel en heerste in Centraal-Sicilië in de 5e eeuw v.Chr.
Het gelijkvloers is 18e-eeuws. De bouwstijl is laatbarok tot rococo. Het paleis is geïnspireerd door de Lodewijk XV-stijl in Frankrijk.
De eerste verdieping is evenwel 20e-eeuws.

## Historiek
Na de zware aardbeving van 1693 op Sicilië dienden grote delen van het eiland heropgebouwd te worden. Dit was ook zo in Noto. Edellieden vonden dat ze dichter bij de kathedraal moesten wonen, dus dichter bij het centrum van de macht der geestelijken. De kathedraal werd heropgebouwd en zo bouwden edellieden hun Palazzo Ducezio tegenover de kathedraal. De architect was Vincenzo Sinatra.
Van 1740 tot 1760 werd er gebouwd aan het Palazzo Ducezio. Het gelijkvloers gebouw werd helemaal afgewerkt in de 19e eeuw. De spiegelzaal dateert van die tijd (1830), alsook de allegorische schildering van Ducetius (1826).
Na de eenmaking van Italië werd het Palazzo Ducezio stadhuis. De spiegelzaal werd gebruikt als ontvangstzaal door het stadsbestuur.
Tijdens de jaren 1949-1951 verrees de eerste verdieping in neobarokstijl; de architect was Francesco La Grassa. Vele stadsdiensten zijn sindsdien evenwel ondergebracht in andere panden. Het Palazzo Ducezio is deel van het UNESCO werelderfgoed dat alle barokgebouwen van Val di Noto omvat.